# Miyuki
Miyuki (みゆき) é uma série de mangá do género comédia romântica, escrita por Mitsuru Adachi. O mangá foi publicado pela editora japonesa Shogakukan na revista Shōnen Big Comic, entre 1980 e 1984 (precursora da atual Weekly Young Sunday). Mais tarde a série foi adaptada em anime e também teve uma adaptação fílmica e para Jdrama. Em 1982, a série ganhou o Prêmio de Mangá Shogakukan nas categorias mangás shōnen e shōjo, junto com o mangá Touch.
O anime teve 37 episódios, transmitidos entre 31 de março de 1983 até 20 de abril de 1984 na Fuji TV. O filme foi lançado no Japão em 16 de setembro de 1983. O JDrama foi produzido pela Fuji TV e Kyodo Television e estreou em 4 de agosto de 1986.

## História
Masato Wakamatsu é uma rapariga de 16 anos, que está a trabalhar na praia durante o verão. Após ter deixado uma má impressão com seu colega Miyuki Kashima, ele começa a cantar outra garota bonita. Para o choque de Masato, a menina, na verdade, é sua meia-irmã mais nova Miyuki de 15 anos, que viveu no exterior com seu pai durante os últimos seis anos.

## Média

### Anime
A série de televisão de anime foi exibida na Fuji TV entre 31 de março de 1983 e 20 de abril de 1984. Como o estúdio Kitty Film já estava produzindo a série Urusei Yatsura, eles perguntaram à Tomoyuki Miyata, que trabalhava no estúdio de anime Tatsunoko Pro, se ele poderia produzir a série Miyuki e pediu para Mizuho Nishikubo ser o realizador da série, que ficou encarregado da animação, pois ele tinha seu próprio estúdio em casa. A Fuji TV queria que o estúdio de anime Group TAC fizesse a animação, que também já havia trabalhado na animação do primeiro especial de televisão da série Nine, mas os arranjos já haviam sido feitos. Subsequente, as obras de Adachi foram todas animadas pelo estúdio Group TAC.
O papel principal da intérprete de voz de Miyuki Wakamatsu foi dado à Yōko Oginome, depois que ela fez o teste para a série Shonben Rider da Kitty Film. Masatoshi Nagase, foi o dobrador de Masato Wakamatsu, conhecido por sua atuação apaixonada e suas cenas de amor.
A Kitty Records foi contratada para fornecer a música para a série, e o grupo H2O forneceu o tema de abertura e dois dos três temas de encerramento. A canção do grupo H2O, Omoide ga Ippai (想い出がいっぱい, lit. "Cheio de Memórias") foi um sucesso, alcançado a #6 na parada musical Oricon e é considerada uma das "canções padrão" da década de 1980 no Japão.
Após sua transmissão original na Fuji TV, a série foi retransmitida no canal NTV, em 1986. A série teve um tema de abertura e três temas de encerramento. O tema de abertura foi Jū-pāsento no Ame Yohō (10%の雨予報, lit. "Possibilidade de Chuva: 10%") que foi interpretada pelo grupo H2O. O primeiro tema de encerramento foi Omoide ga Ippai (想い出がいっぱい, lit. "Cheio de Memórias"), também interpretado pelo grupo H2O e foi utilizado até o episódio 13 e também nos episódios 20 e 22. O segundo tema de encerramento foi Summer Holiday (サマー·ホリデー, Samā Horidē, lit. "Férias de Verão") interpretado por Michiko Kawai e utilizado entre os episódios 14 e 19. O tema de encerramento final foi Good-bye Season (Good-bye シーズン, Guddobai Shīzun, lit. "Adeus Estação") interpretado pelo grupo H2O e utilizado nos episódios restantes.

### Telefilme
O telefilme do anime Miyuki foi transmitido na programação Nissei Family Special da Fuji TV em 16 de setembro de 1983, no mesmo ano que o filme da série Nine saiu nos cinemas. O filme foi feito pela mesma equipa que trabalhou na série de anime Touch e realizado por Kazuyuki Izutsu.

### JDrama
O Jdrama especial foi ao ar na Fuji TV, como parte do Monday Dramaland (月曜ドラマランド, Getsuyō Doramarando), em 4 de agosto de 1986.
Elenco
- Masato Wakamatsu: Makoto Nonomura
- Miyuki Wakamatsu: Sonoko Kawai
- Miyuki Kashima: Sonoko Kawai

Equipa
- Obra original: Mitsuru Adachi
- Guião: Keiji Okutsu
- Direção: Setsurō Wakamatsu[6]

### Mangá
| - Capítulos 1–17 |

| - Capítulos 18–36 |

| - Capítulos 35–55 |

| - Capítulos 56–75 |

| - Capítulos 76–95 |